# Præsidentvalget i USA 1920
Det amerikanske præsidentvalg 1920 var præget af efterdønningerne efter 1. verdenskrig og en stor utilfredshed med den demokratiske præsident Woodrow Wilson. Politikerne skændtes om fredstraktater og USAs mulige indtræden i Folkeforbundet. Andre steder i verden var der krige og revolutioner, mens der på hjemmefronten kort forinden havde været strejker i kødindustrien og i stålindustrien samt omfattende raceoptøjer i Chicago og andre større byer. En terrorbombesprængning i Wall Street i september 1920 havde opskræmt befolkningen.
Præsident Wilson var i slutningen af sin embedsperiode blevet stedse mere upopulær, og han fik i september 1919 et slagtilfælde, som i stort omfang fratog ham talens magt. Skønt han efter en sygeperiode igen deltog i kabinetmøder, var hans aktive deltagelse i disse yderst sparsom. Det var derfor oplagt, at han ikke genopstillede ved valget i 1920.
For republikanerne var tidligere præsident Theodore Roosevelt tidligt en oplagt kandidat, men også hans helbred blev dårligere, og da han døde i januar 1919, måtte partiet finde en anden kandidat. Det blev avisudgiver og senator Warren G. Harding fra Ohio, der slutteligt republikansk kandidat. Han var oppe mod en anden avisudgiver, guvernør James M. Cox, ligeledes fra Ohio. Cox førte en energisk valgkamp og havde blandt andet hjælp af Franklin D. Roosevelt som vicepræsidentkandidat. Men overmagten var for stor, og amerikanerne var godt og grundigt trætte af demokraterne, så Harding kunne med Calvin Coolidge som sin vicepræsidentkandidat nøjes med at føre valgkamp mod Wilsons upopulære styre, hvilket indbragte ham en overvældende sejr. Han vandt 404 valgmandsstemmer mod Cox' 127 (primært hentet i sydstaterne), og ser man på stemmetallene på tværs af landet fik Harding 60,3 % mod Cox' 34,1 %, hvilket er den største sejr siden valget i 1820.